# 千葉県立九十九里自然公園
千葉県立九十九里自然公園（ちばけんりつくじゅうくりしぜんこうえん）は、九十九里浜を中心とした千葉県東部に位置する都道府県立自然公園。自然公園施設として上永井自然公園、片貝自然公園、白子自然公園が整備されている。

## 概要

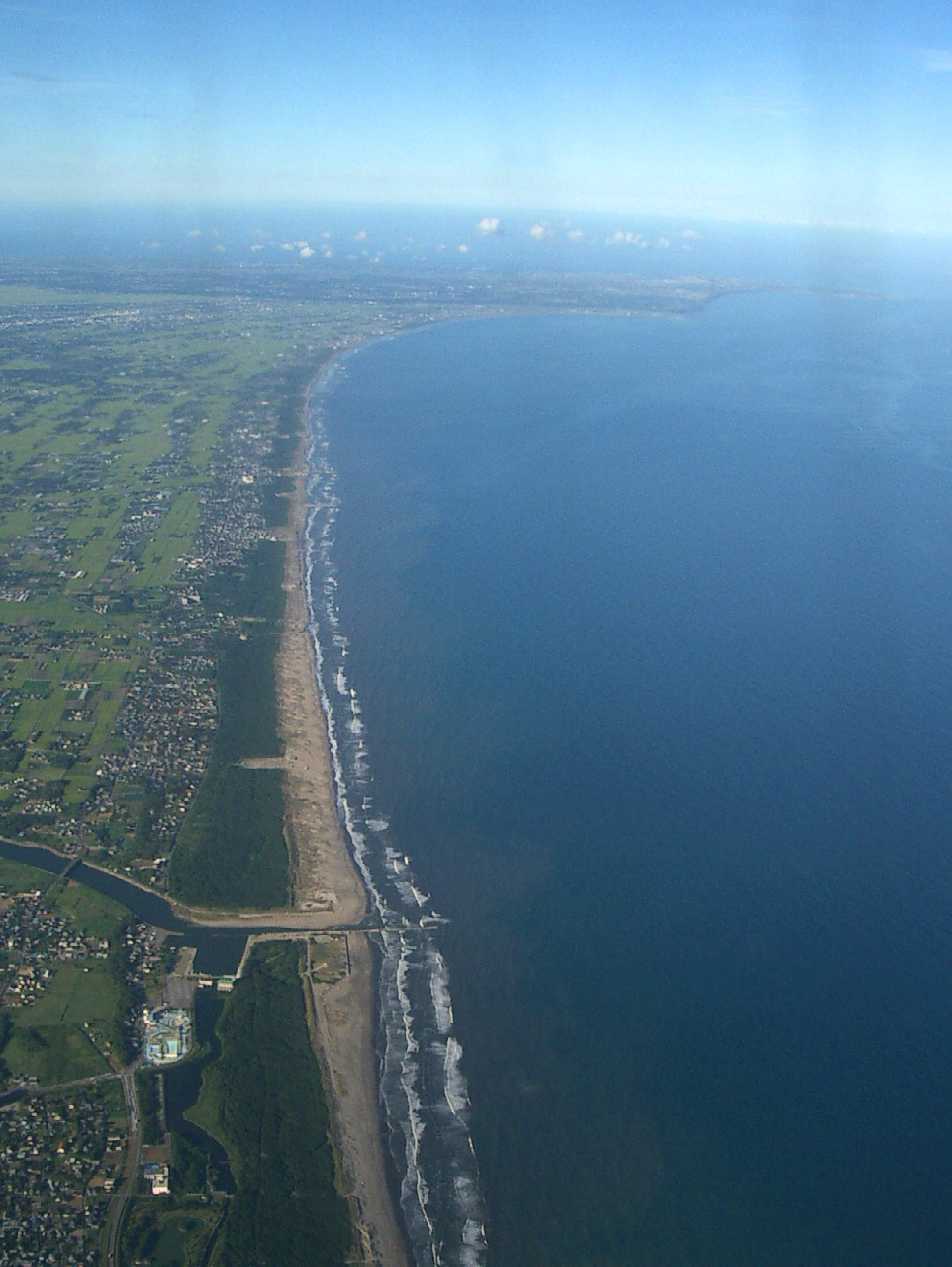
山武市上空から見た九十九里浜

千葉県東部の千葉市緑区、銚子市・旭市・匝瑳市・山武市・東金市・大網白里市、山武郡横芝光町・九十九里町、長生郡白子町・一宮町・長生村に位置し、南房総国定公園および水郷筑波国定公園の間に位置する九十九里浜を中心に、内陸の下総台地周辺景勝地である刑部岬、七ツ池、成東城址公園、八鶴湖、雄蛇ヶ池、小中池、洞庭湖などの周辺を含む自然公園である。飯岡漁港、栗山川漁港、片貝漁港などの港湾（漁港）は区域に含まれていない（区域図参照）。面積は32.53平方キロメートル。
九十九里海岸沿いに海水浴場が連続するが、九十九里平野にはかつて成東・東金食虫植物群落、茂原・八積湿原に代表されるように、沼沢や低湿地が数多く存在していたため、古い砂丘列間の湿地には食虫植物群落がみられる。弓状に湾曲した約60キロの砂浜がおりなす海岸景観が特色であり、海鳥（シロチドリ、コアジサシなど）、海浜植物（ハマヒルガオなど）もみることができる。

## 沿革
- 1935年（昭和10年） - 自然公園指定。
- 1966年（昭和41年） - 区域拡張。

## 区域
以下、区域図を参照。
- 区域図（北半分）
- 区域図（南半分）

## 地理

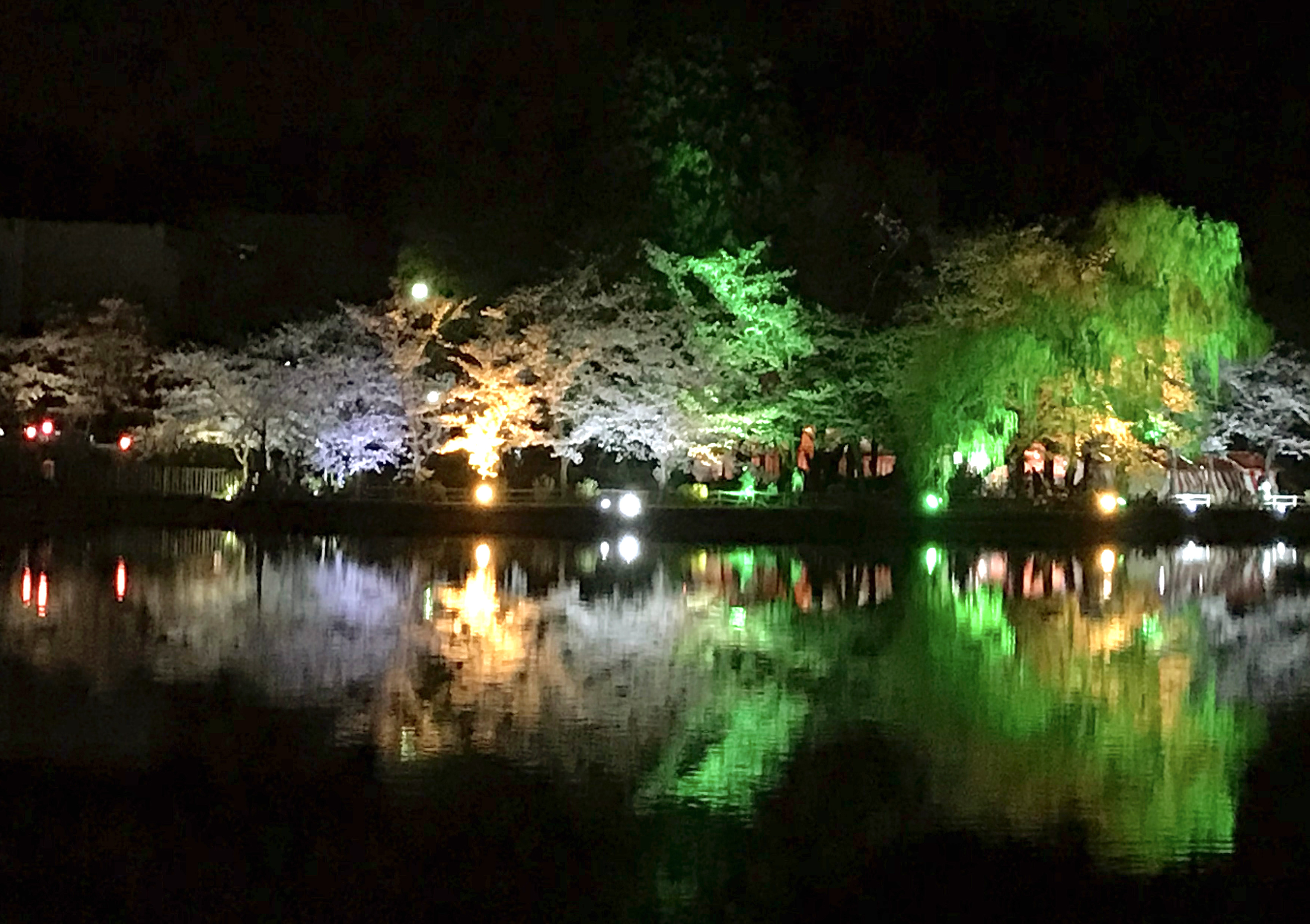
八鶴湖

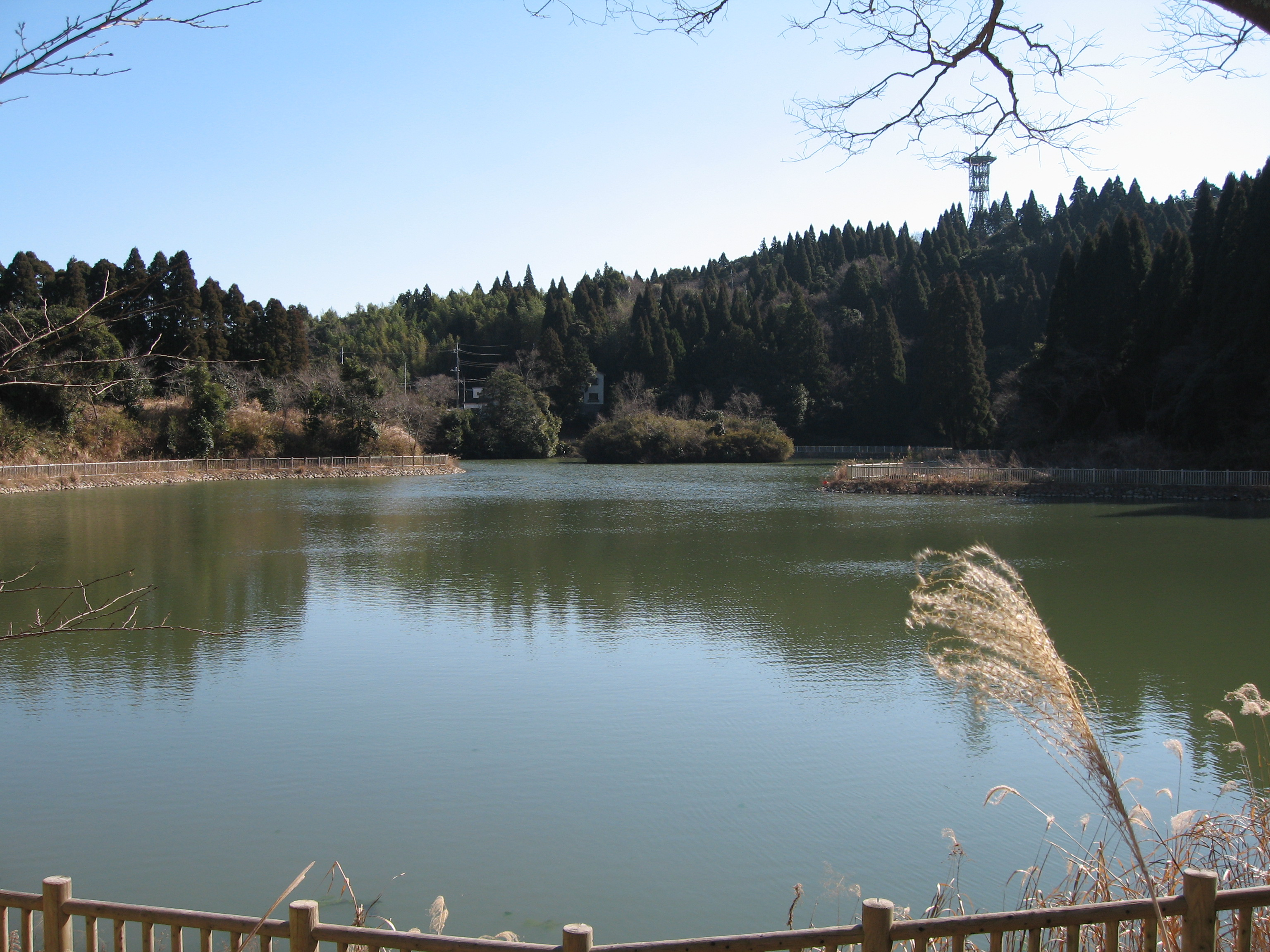
洞庭湖

- 七ツ池（北緯35度43分47.6秒 東経140度47分45.6秒 / 北緯35.729889度 東経140.796000度）
- 屏風ヶ浦（北緯35度41分35.1秒 東経140度44分38.1秒 / 北緯35.693083度 東経140.743917度）
  - ※銚子市側の屏風ヶ浦は水郷筑波国定公園に含まれる。
- 刑部岬（北緯35度41分32.77秒 東経140度44分16.02秒 / 北緯35.6924361度 東経140.7377833度）
- 九十九里浜（北緯35度35分56秒 東経140度30分51秒 / 北緯35.59889度 東経140.51417度）
- 八鶴湖（北緯35度33分40秒 東経140度21分30秒 / 北緯35.56111度 東経140.35833度）
- 雄蛇ヶ池（北緯35度33分38.1秒 東経140度19分42.8秒 / 北緯35.560583度 東経140.328556度）
- 小中池（北緯35度30分53秒 東経140度17分11秒 / 北緯35.51472度 東経140.28639度）
- 一宮川（北緯35度22分38.1秒 東経140度22分30.7秒 / 北緯35.377250度 東経140.375194度）
  - ※太平洋から上総一ノ宮駅周辺までの区域
- 洞庭湖（北緯35度21分15秒 東経140度21分52.6秒 / 北緯35.35417度 東経140.364611度）
- 一宮町憩いの森[4]（北緯35度21分14.3秒 東経140度21分22.9秒 / 北緯35.353972度 東経140.356361度）
- 軍荼利山（北緯35度21分05.5秒 東経140度22分13.3秒 / 北緯35.351528度 東経140.370361度）
- 雨竜湖[5]（北緯35度20分49.9秒 東経140度22分23.5秒 / 北緯35.347194度 東経140.373194度）

## 上永井自然公園

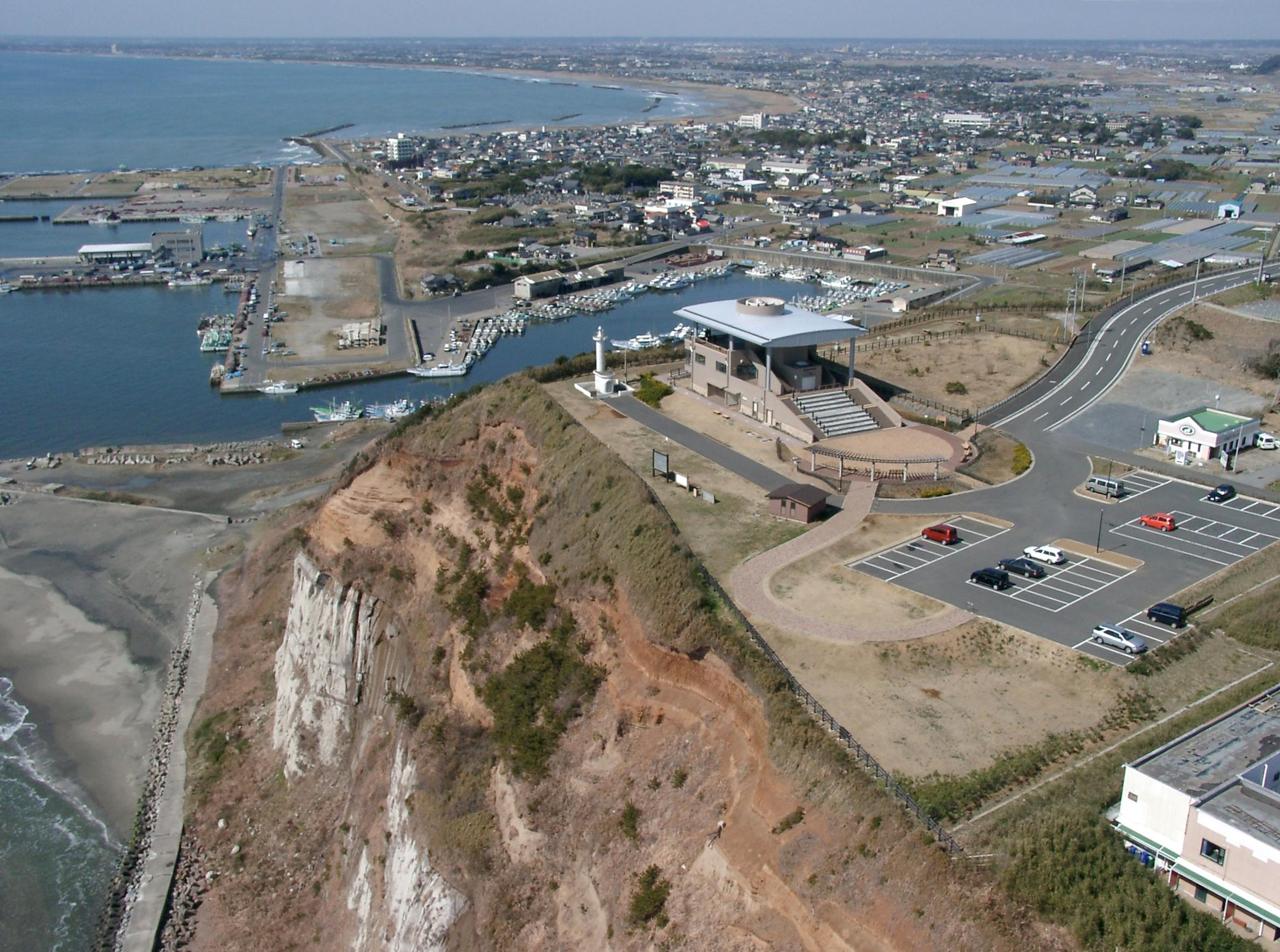
刑部岬の上永井自然公園

上永井自然公園（かみながいしぜんこうえん）は、千葉県旭市上永井の屏風ヶ浦南端に位置する刑部岬にある自然公園施設。詳細は「刑部岬」を参照。
施設の種類は園地であり、面積は436.6平方メートル、指定管理者として株式会社アマランが管理する。突端には白亜の飯岡灯台が屹立する。施設として展望館（飯岡刑部岬展望館～光と風～）、遊具広場、希望の鐘が整備されている。
- 公共交通機関
  - 旭駅（JR総武本線）下車、千葉交通バス（陣屋町行）より「飯岡灯台入口」下車、徒歩約10分。
- 自動車
  - 横芝光インターチェンジ（銚子連絡道路）から国道126号経由。
  - 無料駐車場あり、大型バスも駐車可能。

## 片貝自然公園
片貝自然公園（かたかいしぜんこうえん）は、千葉県山武郡九十九里町片貝中央海岸にある自然公園施設。
施設の種類は片貝集団施設地区であり、面積は45000平方メートル、指定管理者として九十九里町が管理する。施設としてビジターセンター（九十九里ふるさと自然公園センター）、園地が整備されている。
- 公共交通機関
  - 東金駅（JR東金線）下車、九十九里鉄道バス（片貝駅行）より「西の下」下車、徒歩約5分。
- 自動車
  - 片貝インターチェンジ（九十九里有料道路）。
  - 町営駐車場あり[11]。

## 白子自然公園
白子自然公園（しらこしぜんこうえん）は、千葉県長生郡白子町古所・剃金にある自然公園施設。
施設の種類は白子集団施設地区であり、面積は113000平方メートル、指定管理者として白子町が管理する。施設として野球場、テニスコート、園地が整備されている。町の中央を流れる南白亀川の両岸に自然を活かした公園が広がり、野球、テニスをはじめグラウンド・ゴルフやサイクリングなどもできる。
- 公共交通機関
  - 茂原駅（JR外房線）下車、小湊鉄道バス（白子車庫行）より終点下車、徒歩約5分。
- 自動車
  - 白子インターチェンジ（九十九里有料道路）。
  - 駐車場あり。

## 施設

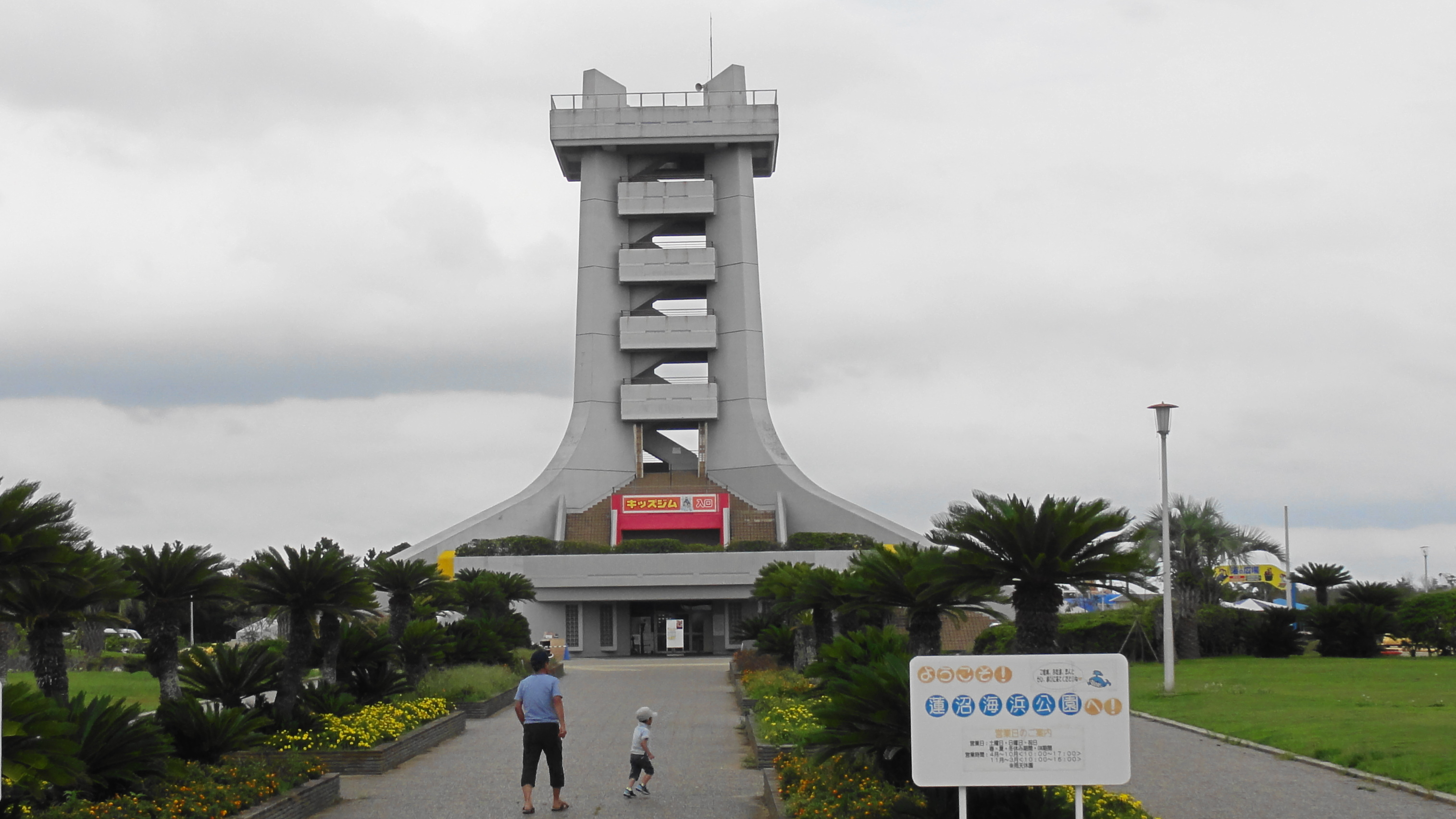
蓮沼海浜公園

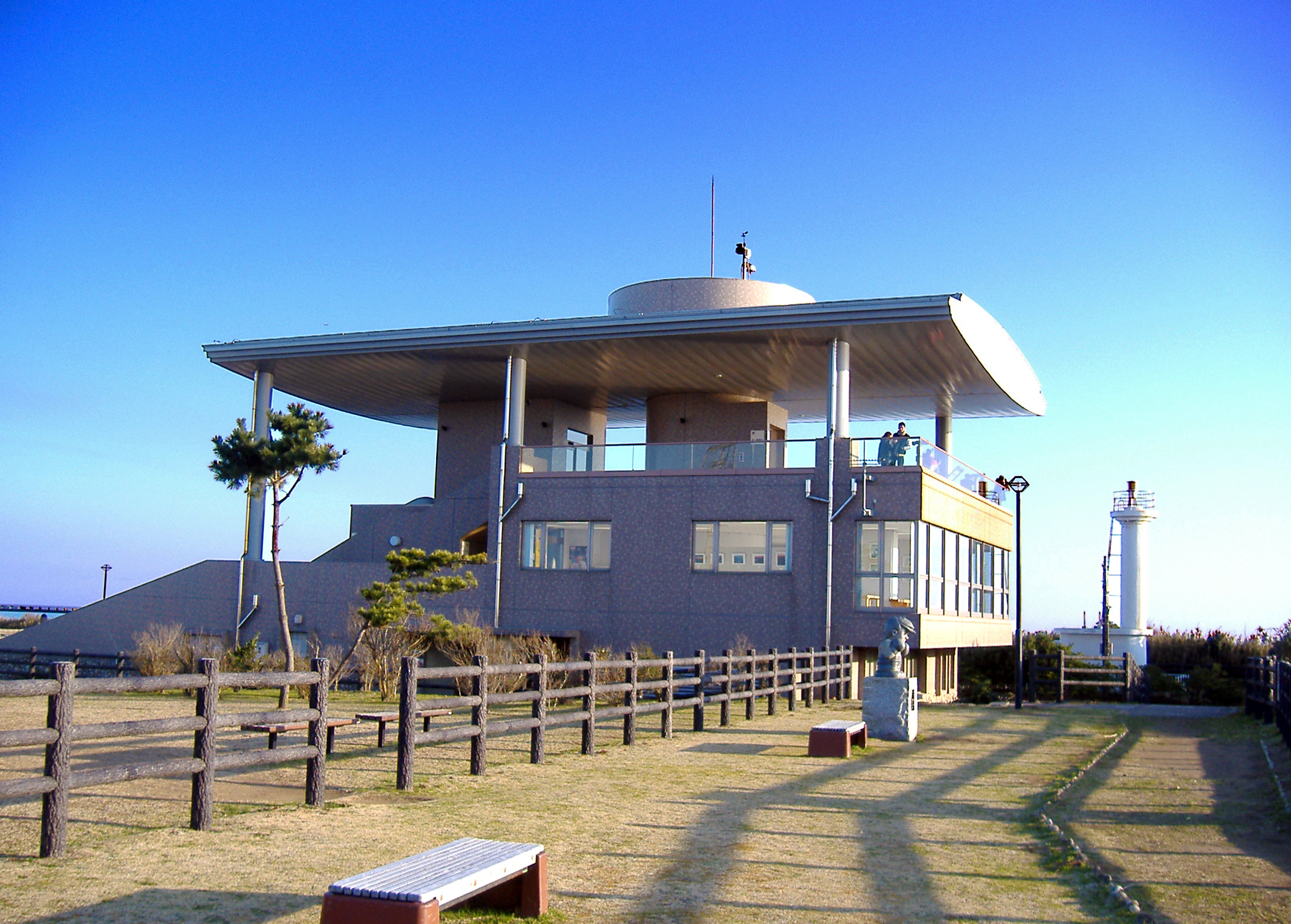
飯岡刑部岬展望館と飯岡灯台

- 九十九里浜周辺（旭市、匝瑳市、山武市、横芝光町、九十九里町、大網白里市、白子町、長生村、一宮町）
  - 萩園公園[14]
  - 蓮沼海浜公園
  - 片貝自然公園
    - 九十九里ふるさと自然公園センター

  - 白子自然公園
    - 野球場
    - テニスコート
- 七ツ池周辺（銚子市）
  - 銚子ドーバーライン
- 刑部岬周辺（旭市）
  - 上永井自然公園
    - 飯岡刑部岬展望館～光と風～
- 八鶴湖周辺（東金市）
  - 山王台公園[15]
- 小中池周辺（大網白里市）
  - 小中池公園
  - 千葉市昭和の森公園の一部区域（千葉市緑区）
- 洞庭湖周辺（一宮町）
  - 軍荼利山植物群落（千葉県指定天然記念物）

## 見所

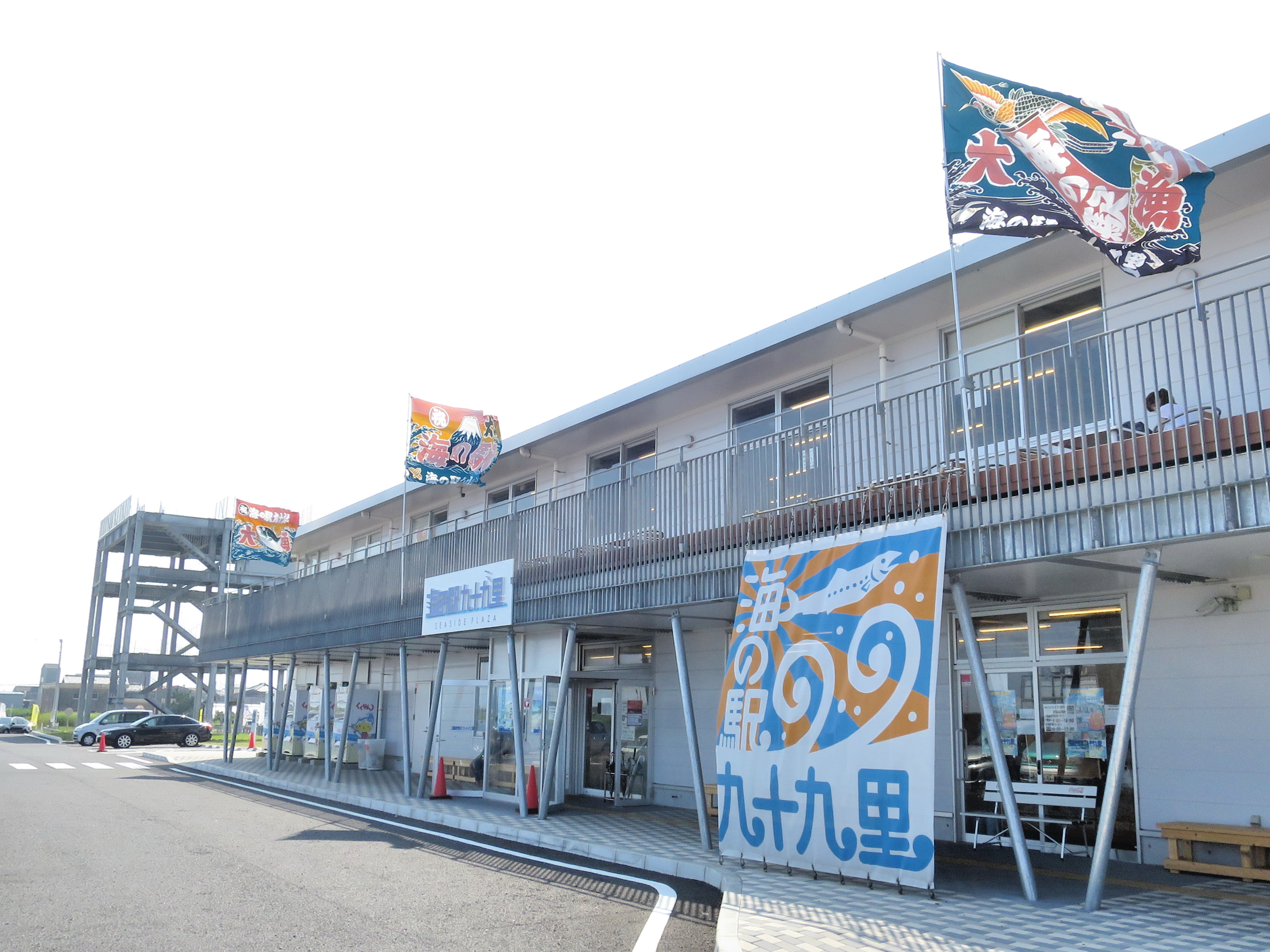
海の駅九十九里（いわしの交流センター）

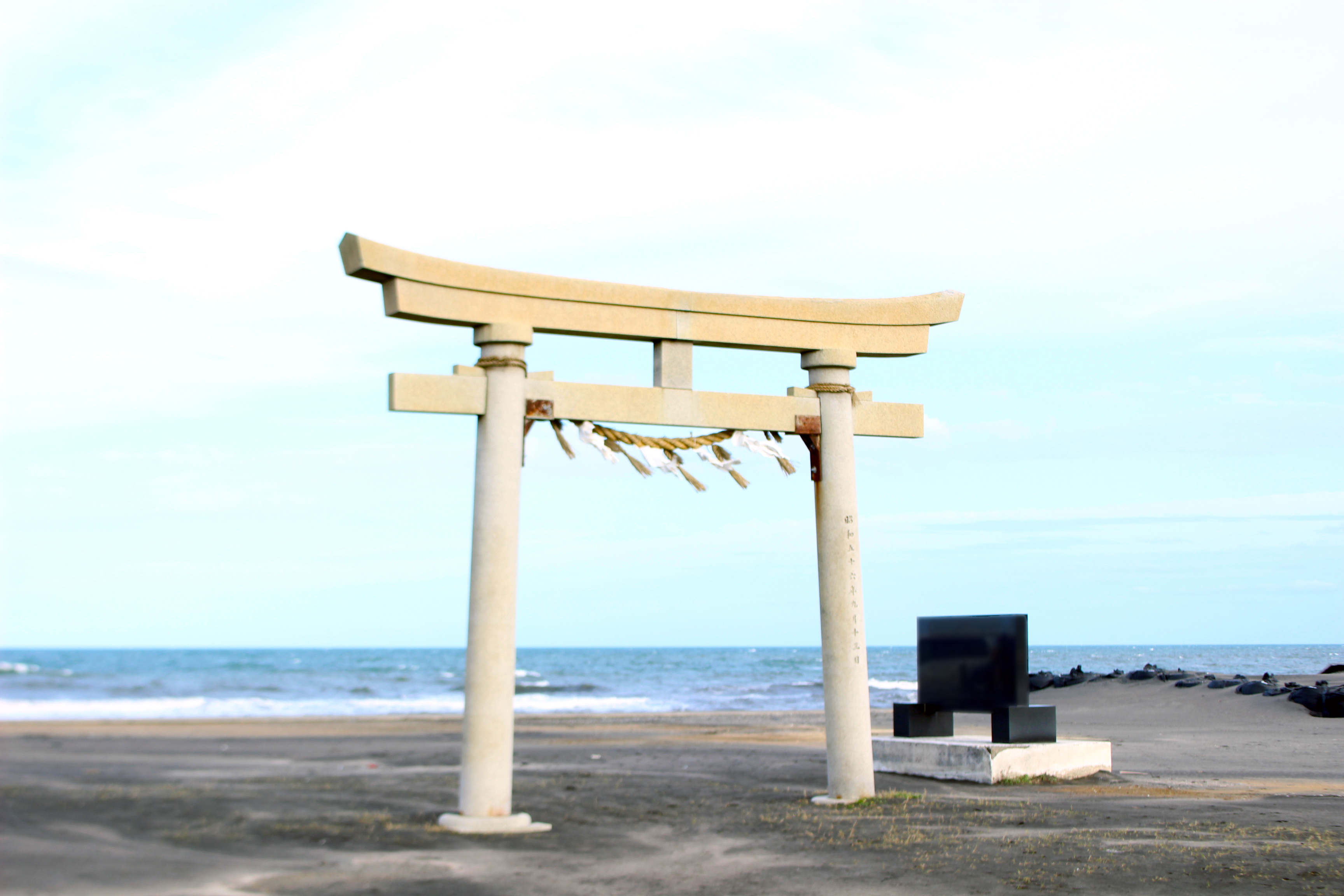
九十九里浜の釣ヶ崎海岸鳥居

- 九十九里海岸海水浴場 - 日本の白砂青松100選、日本の渚百選に選定されている。
- 釣ヶ崎海岸 - 2020年東京オリンピックにおけるサーフィンの競技会場。
- 蓮沼海浜公園 - 2020年東京オリンピック聖火リレーのセレブレーション会場[16]。
- 海の駅九十九里（いわしの交流センター）
- 展望台（九十九里ビーチタワーなど）
- 飯岡漁港
- 栗山川漁港
- 片貝漁港
- 飯岡温泉
- 矢指ヶ浦温泉
- 旭九十九里温泉
- 八福温泉
- 白子温泉
- 最福寺
- 本漸寺
- 法秀寺[17]
- 日吉神社
- 愛宕神社[18]
- 一の宮カントリー倶楽部[19]
- 刑部岬からの眺望 - 岬からの眺望は日本夜景遺産[20]、日本の夜景100選[21]、日本の夕陽・朝日百選[22][23]、関東の富士見百景[24]に選定されている。